# Rose Garden (Casa Bianca)
Il Rose Garden è un giardino della Casa Bianca, situato tra lo Studio Ovale e la West Wing.

## Storia
Realizzato nel 1913 da Ellen Louise Wilson, moglie del presidente Thomas Woodrow Wilson, è stato ristrutturato durante la presidenza Kennedy. Nel 2020 ha subito modifiche volute da Melania Trump, al fine di migliorarne l'accessibilità, l'impianto elettrico e quello di scarico. Nel 2025 l'erba è stata sostituita da un patio pavimentato.
Al giardino è associata l'espressione inglese Rose Garden strategy che indica una campagna elettorale svolta dal presidente uscente sfruttando la popolarità del ruolo. Il termine venne utilizzato durante l'elezioni presidenziali del 1976 da Jimmy Carter, poi accusato di adottare la stessa strategia nelle elezioni del 1980.